# Desaparició de Samantha Murphy
Samantha Murphy era una dona australiana de 51 anys que va desaparèixer el 4 de febrer del 2024. Va sortir a córrer de bon matí de casa seva, a Ballarat, però no hi va tornar mai.
Les cerques dels dies posteriors no van poder resoldre què li va passar. La policia primer va considerar sospitosa la desaparició i després va afirmar que devia ser morta. El 6 de març d'aquell any, un home va ser arrestat i acusat d'haver-la assassinat, tot i que no s'ha trobat el cos de Murphy.

## Antecedents
Nascuda el 30 de març de 1972, Samantha Murphy era una dona australiana de 51 anys que residia a Ballarat, una gran ciutat en una zona rural de a l'estat de Victòria. Era mare de tres fills i tenia un petit negoci amb el seu marit, Michael, a prop de la casa on vivien. Murphy era blanca, de complexió prima, tenia els cabells rossos fins a les espatlles i feia aproximadament 1,73 metres d'alçada.

### Atac del 2023
L'11 de febrer del 2023, una dona que corria al bosc de Lal Lal (Victòria) va quedar inconscient en ser atacada per un home no identificat. Va haver de ser ingressada a l'hospital després que l'individu l'agredís amb una pedra lligada a un pal. L'atac es va produir a menys de 20 quilòmetres de distància del lloc on Murphy anava a córrer el dia que va desaparèixer. Un exmembre de l'equip especialitzat en homicidis de la policia de Victòria va dir que l'atac podria estar relacionat amb la desaparició de Murphy.

## Fets
El 3 de febrer del 2024, Murphy va sopar amb el seu marit i alguns amics de tots dos a casa seva. Durant el sopar, va comentar que darrerament havia estat caminant i corrent per la zona amb vegetació i que l'endemà tenia previst córrer 14 quilòmetres al Parc Regional de Woowookarung. Murphy va ser captada per una càmera de videovigilància l'endemà al matí vora les 7 (AEST) a l'entrada de casa seva. Havia d'assistir a un esdeveniment familiar a les 11 del matí. Com que no hi va comparèixer, la família es va posar en contacte amb la policia per a denunciar-ne la desaparició.

## Investigació i cerca
Els senyals emesos pel telèfon mòbil de Murphy van ser captats per una antena telefònica a Buninyong, a uns 14 km de casa seva, però calen senyals de múltiples torres per a poder triangular la ubicació d'un dispositiu mòbil. Murphy no tenia activada la funció SOS de l'Apple Watch que portava posat quan va sortir a córrer. L'anàlisi del GPS va mostrar que havia corregut 7 km a través del Parc Regional de Woowookarung fins a Mount Clear, moment en el qual devia haver-hi una «anomalia» o «pertorbació» de la recepció de dades del GPS.
Durant uns quants dies, la Policia de Victòria (incloent-hi la unitat de cerca i rescat, la dels gossos policia, la muntada i l'aèria), el Servei d'Emergències de l'Estat de Victòria, el servei governamental Parks Victoria i l'equip de bombers voluntaris Country Fire Authority van dur a terme una cerca exhaustiva del parc i els voltants per a trobar la desapareguda. La cerca va arrencar al Parc Regional de Woowookarung i va seguir als boscos pròxims; no es va trobar rastre de Murphy ni de les seves pertinences, així que la policia va descartar la possibilitat que hagués patit algun tràngol mèdic o que hagués abandonat la zona pel seu compte. A continuació, la cerca es va ampliar a l'àrea extensa del voltant de Ballarat, inclosos Black Hill i Brown Hill. Després de cinc dies, els equips de cerca van reduir l'activitat i l'Equip de Persones Desaparegudes (anglès: Missing Persons Squad) es va passar a encarregar de la investigació. Els ciutadans implicats, tant locals de Ballarat com de tot Victòria, van continuar la cerca. El 23 de febrer, la policia va informar que sospitava que Murphy havia mort i que creia que «un agent o més» podrien haver estat implicats en la desaparició.
El 6 de març, Patrick Orren Stephenson, un home de 22 anys de Scotsburn, va ser arrestat per la desaparició de Murphy. L'endemà, va ser acusat d'homicidi. La hipòtesi policial és que Stephenson, que era un desconegut per a la família de Murphy, la va matar a Mount Clear. El nom de Stephenson estava inicialment subjecte a una ordre de silenci, amb la qual cosa no es podia difondre.
El 29 de maig, es van trobar la cartera de Murphy, que contenia el seu document d'identitat, i el seu telèfon mòbil. Van aparèixer a la riba d'una presa agrícola durant el registre d'una propietat prop de Durham Lead, a uns 4 km al sud de Buninyong.

## Resposta
El psicòleg forense Tim Watson-Munro va qualificar la desaparició de «molt inusual» i va assegurar que mai havia sentit parlar d'un cas de desaparició que s'hagués produït com el de Murphy.
La desaparició de Murphy va tenir una resposta comunitària i col·laborativa potent. Un habitant de Ballarat va crear un grup de Facebook per a coordinar els voluntaris locals. A mesura que s'hi van afegir més persones, també van augmentar les publicacions especulatives sobre la desaparició, així com les teories de la conspiració i les asseveracions de mèdiums. El creador del grup finalment va decidir arxivar-lo. Va passar de manera similar a Reddit, per la qual cosa el comissari de la Policia de Victòria, Shane Patton, va demanar al públic que deixés d'especular sobre el cas.